# Unie demokratů a nezávislých
Unie demokratů a nezávislých (UDI), francouzsky Union des démocrates et indépendants, je francouzská politická strana, která vznikla v roce 2012 na základě stejnojmenné skupiny v Národním shromáždění. Sdružuje sedm středových politických stran, které si i nadále uchovávají vlastní existenci:
- Radikální strana (2012–2017)
- Nový střed
- Centristická aliance
- Moderní levice
- Demokratická evropská síla
- Territoires en mouvement
- Národní centrum nezávislých a rolníků